# Östertjärnen (Malingsbo socken, Dalarna)
Östertjärnen är en sjö i Smedjebackens kommun i Dalarna och ingår i Norrströms huvudavrinningsområde.